# Rudolfstraße (Linz)
Die Rudolfstraße ist eine Straße in der oberösterreichischen Landeshauptstadt Linz Richtung Ottensheim und Rohrbach-Berg. Sie verläuft von der Hauptstraße in westlicher Richtung bis zu den Urfahrwänd. Sie wurde 1875 benannt nach dem habsburgischen Kronprinzen Rudolf. 1921 wurde sie in Karl-Marx-Straße umbenannt, 1934 wieder rückbenannt in Rudolfstraße.

## Lage und Charakteristik
Die Rudolfstraße ist im gesamten Verlauf Teil der B127 Rohrbacher Straße und Ausfallstraße von Linz. Zwischen der Kreuzung mit der Berg- und der Talgasse befindet sich ein niveaugleicher Bahnübergang mit der Mühlkreisbahn, die ab hier stadtauswärts auf selbständigem Gleiskörper in der Rudolfstraße verkehrt.

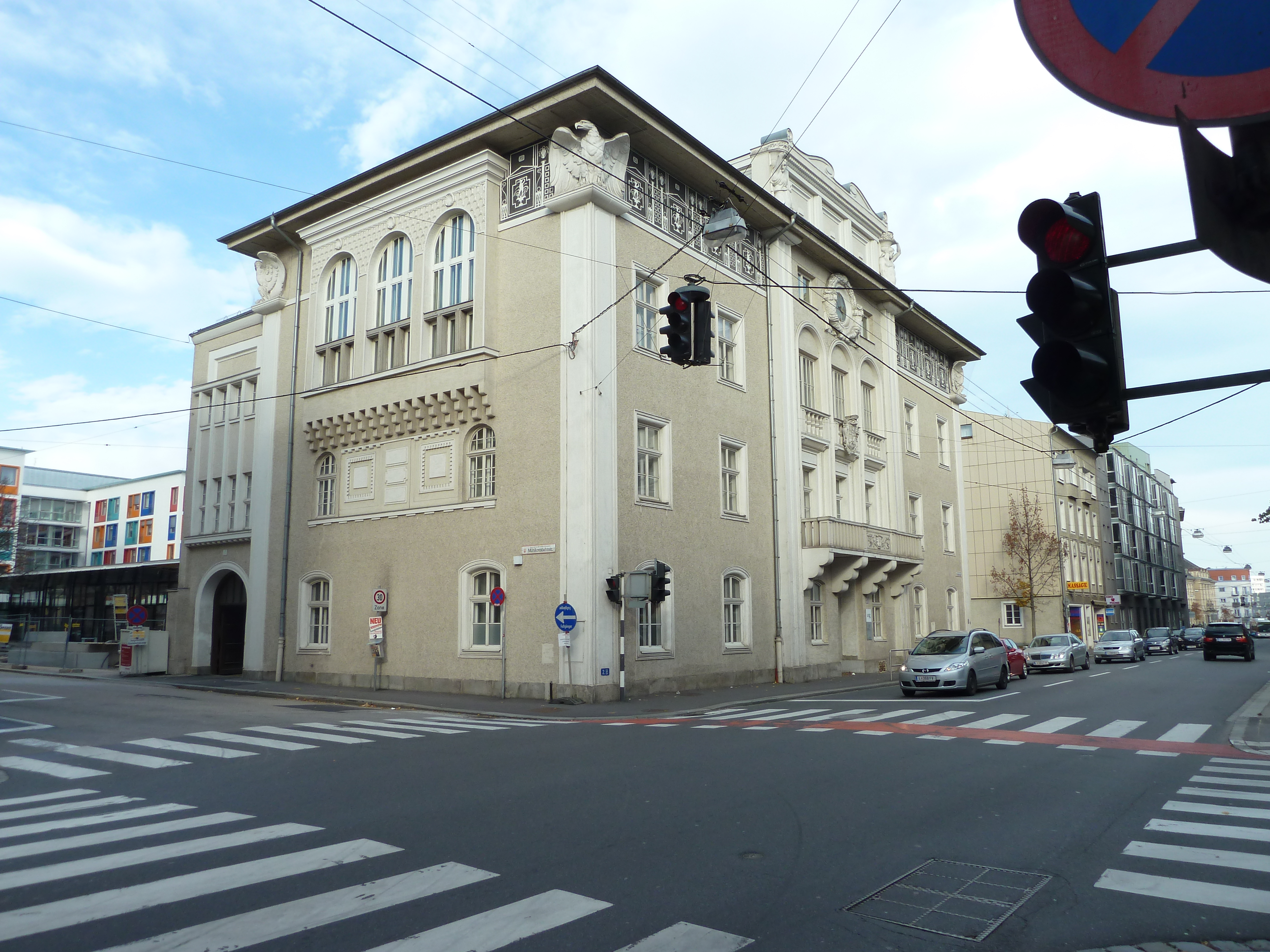
Die Rudolfstraße mit dem alten Urfahrer Rathaus

## Gebäude

### Nr. 18
Altes Rathaus (Urfahr)